# Mistrzostwa Polski w Badmintonie 1986
22. Mistrzostwa Polski w Badmintonie 1986 odbyły się w dniach 31 stycznia – 2 lutego 1986 w Koszalinie.

## Medaliści
| Konkurencja:            | Złoto:                                                                    | Srebro:                                                                    | Brąz: |
| gra pojedyncza kobiet   | Bożena Siemieniec (Technik Głubczyce)                                     | Bożena Haracz (Technik Głubczyce)                                          | Ewa Wilman (Technik Głubczyce) Elżbieta Kuczkowska (Żyrardowianka Żyrardów)                                                                          |
| gra pojedyncza mężczyzn | Grzegorz Olchowiak (Technik Głubczyce)                                    | Jerzy Dołhan (Technik Głubczyce)                                           | Stanisław Rosko (Technik Głubczyce) Jacek Hankiewicz (Kolejarz Katowice)                                                                             |
| gra podwójna kobiet     | Bożena Siemieniec (Technik Głubczyce) Zofia Żółtańska (Technik Głubczyce) | Bożena Haracz (Technik Głubczyce) Ewa Wilman (Technik Głubczyce)           | Renata Golis (Stal Nowa Dęba) Barbara Zimna (Technik Głubczyce) Katarzyna Krasowska (Technik Głubczyce) Marzena Masiuk (Technik Głubczyce)           |
| gra podwójna mężczyzn   | Jerzy Dołhan (Technik Głubczyce) Grzegorz Olchowiak (Technik Głubczyce)   | Brunon Rduch (Unia Bieruń Stary) Piotr Rduch (Unia Bieruń Stary)           | Janusz Czerwieniec (Kolejarz Katowice) Jacek Hankiewicz (Kolejarz Katowice) Kazimierz Ciuryś (Technik Głubczyce) Stanisław Rosko (Technik Głubczyce) |
| gra mieszana            | Jerzy Dołhan (Technik Głubczyce) Ewa Wilman (Technik Głubczyce)           | Grzegorz Olchowiak (Technik Głubczyce) Zofia Żółtańska (Technik Głubczyce) | Kazimierz Ciuryś (Technik Głubczyce) Bożena Siemieniec (Technik Głubczyce) Brunon Rduch (Unia Bieruń Stary) Karolina Piątek (Unia Bieruń Stary)      |